# 鉤状雲
鉤状雲（かぎじょううん、ラテン語学術名:uncinus、略号:unc）とは、巻雲に見られる雲種の1つ。毛や繊維のように細いすじ状で、すじの先端がフックや釣り針のように曲がっていることが特徴で、フックの先端のみ房状でコンマの形をしたものも含む。鉤状巻雲と呼ぶこともある。
すじの先端がまっすぐの場合は毛状雲、すじの先端が丸まり塊のようになっている場合は房状雲となる。
学術名はラテン語の"uncinus"（引っかかった、フック=鉤）に由来する。
上層の低温のもとで気流によって雲を構成する氷晶が引き伸ばされてできる。日本付近では、上空がジェット気流の流路となり風速が速まる春や秋によく現れる。夏は繊維構造が目立たない巻雲がよく現れる。空を広く覆い見かけ上放射状に並んで見えることもある。
鉤状雲が形を保ち流されていくときは、天気が崩れるとされる。
写真や図鑑では鉤の形がはっきりとしたものが巻雲の代表例としてしばしば紹介されるが、巻雲のなかで最も頻度が多い形ではない。